# Piráti Chomutov
Le KLH Chomutov est un club de hockey sur glace de Chomutov en République tchèque. Il évolue dans l'a 2.liga, le troisième échelon du hockey tchèque.

## Historique
Le club est créé en 1945 sous le nom de Hute Chomutov. Il a changé plusieurs fois de nom au cours de son histoire :
- 1958 : Banik Chomutov
- 1959 : VTZ Chomutov
- 1997 : KLH Chomutov

## Palmarès
- Vainqueur de la 2.liga : 1967, 2000.